# Hamlet (película de 2000)
Hamlet (también referida como Hamlet 2000) es una película de 2000 escrita y dirigida por Michael Almereyda, basada en la obra homónima de William Shakespeare, ambientada en Nueva York, en un nuevo marco del año en que se estrenó. Ethan Hawke interpreta a Hamlet como un estudiante de cine, Julia Stiles coprotagoniza como Ofelia, Laertes es interpretado por Liev Schreiber, Claudio por Kyle MacLachlan y Polonio por Bill Murray.

## Elenco
- Ethan Hawke como Hamlet.
- Julia Stiles como Ofelia.
- Diane Venora como Gertrudis.
- Sam Shepard como Fantasma.
- Liev Schreiber como Laertes.
- Kyle MacLachlan como Claudio.
- Bill Murray como Polonio.
- Karl Geary como Horacio.
- Steve Zahn y Dechen Thurman como Rosencrantz y Guildenstern.
- Casey Affleck como Fortimbrás.
- Jeffrey Wright como Sepulturero.
- Paula Malcomson como Marcella.
- Paul Bartel como Osric.
- Tim Blake Nelson como Capitán de vuelo.